# Isoperla altaica
Isoperla altaica is een steenvlieg uit de familie Perlodidae. De wetenschappelijke naam van de soort is voor het eerst geldig gepubliceerd in 1939 door Šámal.